# نقی وهاب‌زاده
نقی وهاب‌زاده سیاست‌مدار ایرانی بود، که در  دوره نهم  بعنوان نماینده اردبیل  در مجلس شورای ملی حضور داشت.